# Eva Kolstad
Eva Lundegaard Kolstad (Halden, 6 de maig del 1918 - Oslo, 26 de març del 1999) fou una política noruega, ministra del govern del Partit Liberal, i figura central en la història de la igualtat de gènere a Noruega i internacionalment. Fou presidenta de l'Associació Noruega pels Drets de les Dones (1956–1968), i vicepresidenta de la Comissió de les Nacions Unides sobre la Condició Jurídica i Social de les Dones (1969–1975), ministra d'Administració del Govern i Afers del Consumidor de Noruega en el Gabinet de Korvald (1972–1973), dirigent del Partit Liberal (1974–1976) i síndica de greuges d'Igualtat de Gènere de Noruega (1978–1988), la primera persona que va assumir aquest càrrec al món. Va contribuir al desenvolupament de les polítiques d'igualtat de gènere de les Nacions Unides.(1)

## Biografia
Eva Kolstad nasqué el 1918 a Halden, Noruega. Va treballar com a mestra de comptabilitat abans de fer-se activista pels drets de les dones.
Kolstad fou dirigent del Partit Liberal del 1974 al 1976, la primera dona dirigent del partit. També fou la primera síndica de greuges per a la igualtat de gènere (likestillingsombud) a Noruega.(2)
Fou una candidata menor en les eleccions del 1953, i no la triaren. Fou representant adjunta al Parlament de Noruega durant els mandats 1957 – 1961 i 1965 – 1969. Quedà en segon lloc darrere de Helge Seip en la votació liberal en les eleccions del 1961, però els liberals no tenien diputats triats. Fou ministra d'Administració i Afers del Consumidor el 1972 – 1973 durant el gabinet Korvald. Formà part del comité executiu de l'ajuntament d'Oslo del 1960 al 1975.(2)
Kolstad fou comandanta de l'Orde de Sant Olav i va rebre la Medalla de Sant Hallvard el 1986.(2)

## Vida personal
Es casà amb l'advocat i subdirector general del Ministeri de Justícia, Ragnar Kolstad. El seu sogre era el primer ministre Peder Kolstad.(2)